# 月刊プロ野球!さまぁ〜ずスタジアム
『月刊プロ野球!さまぁ～ずスタジアム』（げっかんプロやきゅう さまぁ〜ずスタジアム）は、BS日テレで放送されているプロ野球情報番組。日テレジータスでも再放送されている。

## 概要
プロ野球界(NPB)で話題の選手や、注目トピックス、選手のインタビュー等をニュースで紹介する。ただ、取り扱う内容のほとんどが、セ・リーグ所属の読売ジャイアンツ関連のため、事実上同球団の広報番組としての役割も担っている。毎月MSP（もっともさまぁ〜ずにささったプレイヤー）とMIP（もっともインパクトのあるプレーを見せたプレイヤー）をさまぁ～ずが選出する事になっている。
レギュラー放送時はスタジオ収録だが、2023年シーズンオフから2025年開幕前までは不定期特番だったため、回によっては全編ロケ収録が多かった。

## 放送時間
- 毎月第3・4水曜日 22:30 - 23:00（2025年4月より）

以前は毎月第2金曜日 22:00 - 22:54→毎月第2土曜日 22:00 - 22:54。2023年10月から2025年3月まで不定期番組（2024年シーズン中も数回程度の放送）となっていた。

## 出演者
- さまぁ〜ず（三村マサカズ・大竹一樹）
- 宮崎瑠依
  - 2023年6月放送回は欠席したため、忽滑谷こころ（日本テレビアナウンサー）が代演。
- プロ野球解説者（清水隆行、村田真一、林昌範 など）
- 日本テレビ野球中継担当アナウンサー（平松修造、梅澤廉、辻岡義堂、蛯原哲 など）
- 巨人の公式マスコットガールであるヴィーナスに入ってまだ浅いメンバー（2名）

## コーナー
- ヴィーナスのコレだ～れだ?（VTRの中に出た仕草をヴィーナスが2回演じ、出演者がそれを当てるもので誰が当てても構わない。）
- すごいぞ！あっさん（浅野翔吾について取り上げるもの。2023年9月9日放送分からの新企画）

## スタッフ
- ナレーター：佐藤梨那（日本テレビアナウンサー）
- 企画・演出：津郷大吾
- プロデューサー：菊地茂広
- 制作協力：AX-ON
- 製作著作：BS日テレ